# 837 هـ
837 هـ هي سنة في التقويم الهجري امتدت مقابلةً في التقويم الميلادي بين سنتي 1433 و1434.

## مواليد
- ابن العيني
- مير خواند

## وفيات
- ابن حجة الحموي
- بايسنقر
- تقي الدين بن حجة الحموي